# Tyga
Tyga, vlastním jménem Michael Ray Nguyen-Stevenson (* 19. listopadu 1989 Compton, Kalifornie, USA) je americký rapper z Gardeny v Kalifornii.
V roce 2011 podepsal smlouvu s Young Money Entertainment, Cash Money Records a Republic Records. Nejprve se zviditelnil debutovým singlem Coconut Juice s Travisem McCoyem. Jeho první labelové album Careless World: Rise of the Last King obsahuje písně Rack City, Faded s Lil Waynem, Far Away s Chris Richardsonem, Stil Got It s Drakem a Make It Nasty. 9. dubna 2013 vydal 3. album Hotel California. Jeho 4. studiové album The Gold Album: 18th Dynasty bylo vydáno 23. června 2015.